# Kaita Vuokalanjärvi
Kaita Vuokalanjärvi är en sjö i Finland. Den ligger i Nyslott i landskapet Södra Savolax, i den sydöstra delen av landet, 300 km nordost om huvudstaden Helsingfors. Kaita Vuokalanjärvi ligger 104 meter över havet.